# Вардан I Дадіані
Вардан I Дадіані (груз. ვარდან I დადიანი; д/н — бл. 1213) — еріставі Одіши (Мегрелії) у 1183—1213 роках.

## Життєпис
Походив зі азнаурського роду Марушіані-Варданісдзе. Був онуком або сином Вардана, еріставі Сванетії. З огляду на це низка дослідників рахує його як Варданан II.
Про молоді роки обмаль відомостей. Розглядається як перший представник роду Дадіані, що ймовірно отримав свою назву за родинним (або отриманим) замком Даді.
Вардан Дадіані обіймав посаду мсахурт-ухуцес («міністра двору») Грузії. 1183 року отримав як феод область Одіші (центральна Мегрелія).
1186/1187 році відзначився в успішній кампанії під орудою Асата Гріголісдзе проти держави Ільдегізідів, скориставшись смертю атабека Мухаммед Джахан Пахлавана. За цим отримав землі Орбеті і Каені на сході Грузії. До 1190 року став володарем Гурії, Сванетії, Рачи, Таквері і Аргветі.
1191 року долучився до повстання західної і південної знаті на підтримку Юрія Рюриковича, колишнього чоловіка цариці Тамари. Того ж року Вардан Дадіані коронував Юрія на царя Грузії в палаці Гегуті поблизу Кутаїсі. Але невдовзі у битві на рівнині Ніалі в Джавахеті зазнав поразки від амірспасалара Гамрекелі Торелі. за цим вимушений був здатися. В результаті Вардан втратив посади мсахурт-ухуцес і феод Каені.
Після цих подій Вардан Дадиани перестав відігравати значну роль в політичному житті країни. Помер близько 1213 року. Його володіння та титули спадкував син Шергіл.